# Paraplotosus
Paraplotosus (Параплотосус) — рід риб родини вугрехвості соми ряду сомоподібні. Має 3 види. Інша назва «рифовий сом». Наукова назва походить від грецьких слів para, тобто «осторонь», та plotos — «плавання».

## Опис
Загальна довжина представників цього роду коливається від 33 до 135 см. Голова невеличка, очі маленькі. Є 4 пари коротких або довгих вусиків. Тулуб широкий, стиснутий з боків, вугреподібний. Спинний плавець короткий з 1 жорстким променем, але може бути доволі широким. Грудні плавці видовжені, з отруйними шипами. Спинний (97-130 м'яких променів), анальний (від 80 до 102 м'яких променів) і хвостовий плавці з'єднані між собою.
Забарвлення спини та боків коливається від блідо-сірого або жовтувато-коричневого до темно-коричневого або чорного чи червонуватого, іноді з виразною темною плямистістю. Низ голови жовтуватий, черево білувате. Плавці темніші за основний фон, від коричневого до червонуватого кольору.

## Спосіб життя
Зустрічаються серед коралових рифах з прозорою або каламутною водою на глибині від 5 до 12 м, лише один вид запливає в гирла річок, де вода солонувата. Тримаються поодинці або невеличкими групами. Вдень ховаються серед коралів. Живляться ракоподібними, молюсками й морськими хробаками.

## Розповсюдження
Мешкають біля берегів північної Австралії, Нової Гвінеї та островів Індо-Австралійського архіпелагу.

## Види
- Paraplotosus albilabris
- Paraplotosus butleri
- Paraplotosus muelleri